# Спортивна гімнастика на літніх Олімпійських іграх 2004 — Різновисокі бруси (жінки)
Змагання у вправах на різновисоких брусах в рамках турніру зі спортивної гімнастики на літніх Олімпійських іграх 2004 року відбулись 22 серпня 2004 року.

## Призери
| Золото                    | Срібло              | Бронза             |
| Емілі Ле Пеннек · Франція | Терін Гампфрі · США | Кортні Купец · США |

### Фінал
| Місце | Гімнастка                      | Стартова оцінка | Чехія | Німеччина | Японія | Білорусь | Греція | Узбекистан | Штраф | Результат |
| ----- | ------------------------------ | --------------- | ----- | --------- | ------ | -------- | ------ | ---------- | ----- | --------- |
|       | Емілі Ле Пеннек (FRA)          | 10.00           | 9.70  | 9.70      | 9.60   | 9.70     | 9.65   | 9.75       | —     | 9.687     |
|       | Терін Гампфрі (USA)            | 10.00           | 9.65  | 9.65      | 9.55   | 9.70     | 9.70   | 9.65       | —     | 9.662     |
|       | Кортні Купец (USA)             | 10.00           | 9.65  | 9.65      | 9.60   | 9.65     | 9.60   | 9.70       | —     | 9.637     |
| 4     | Кван Сун Пйон (PRK)            | 10.00           | 9.50  | 9.60      | 9.60   | 9.55     | 9.65   | 9.65       | —     | 9.600     |
| 5     | Лі Я (CHN)                     | 10.00           | 9.55  | 9.70      | 9.55   | 9.55     | 9.60   | 9.55       | —     | 9.562     |
| 6     | Ніколета Даніела Софроні (ROU) | 10.00           | 9.50  | 9.45      | 9.30   | 9.55     | 9.40   | 9.50       | —     | 9.462     |
| 7     | Лін Лі (CHN)                   | 9.70            | 9.25  | 9.10      | 9.20   | 9.00     | 9.25   | 9.25       | —     | 9.200     |
| 8     | Світлана Хоркіна (RUS)         | 9.70            | 8.95  | 8.90      | 8.90   | 8.90     | 8.95   | 8.95       | —     | 8.925     |